# Actinote hermosa
Actinote hermosa är en fjärilsart som beskrevs av Thomas Henry Potts 1944. Actinote hermosa ingår i släktet Actinote och familjen praktfjärilar. Inga underarter finns listade i Catalogue of Life.